# Sam Giles
Sam Giles es una paleobióloga e la Universidad de Birmingham. Su investigación combina imágenes modernas con fósiles para comprender la evolución de la vida, en particular la de los primeros peces, y en 2015 "reescribió" el árbol genealógico de los vertebrados. Fue una Estrella en Ascenso de L'Oréal-UNESCO en 2017 y ganó el Fondo Lyell de la Sociedad Geológica de Londres de 2019.

## Primeros años y educación
Giles estudió geología en la Universidad de Bristol y se graduó en 2011. Completó su PhD en la Universidad de Oxford en 2015, donde fue miembro del St Hugh's College. Trabajó con Matt Friedman en los primeros peces con aletas radiadas.

## Carrera e investigación
En el 2015, Giles fue nombrada investigadora júnior en Christ Church, Oxford. Giles recibió una beca L'Oréal-UNESCO en 2016, lo que le permitió estudiar la anatomía de los cerebros de los vertebrados. En 2017, Giles recibió una beca Dorothy Hodgkin de la Royal Society para estudiar la evolución de los Actinopterygii, también conocidos como peces con aletas radiadas, que constiyen más de la mitad de todos los vertebrados vivos. En 2018, se unió a la Escuela de Geografía, Ciencias de la Tierra y Ambientales de la Universidad de Birmingham como miembro del personal académico.
Giles utiliza la tomografía de rayos X para estudiar la estructura ósea de Actinopterygii y es uno de los principales expertos en las relaciones evolutivas y adaptaciones de los primeros peces. En particular, ha estado involucrada en investigaciones relacionadas con el origen de los gnatóstomos, o vertebrados con mandíbulas, y las relaciones de los peces primitivos, incluidos varios grupos extintos como los placodermos y la divergencia de condrictios (peces cartilaginosos) y osteíctios (peces óseos). También ha publicado sobre la evolución temprana del esqueleto dérmico. Un componente fundamental de su trabajo es el uso de la tomografía computarizada (TC) para estudiar la anatomía interna de los fósiles y reconstruir las estructuras de tejido blando que no se conservan directamente. Giles también es un importante contribuyente a la investigación relacionada con las prácticas equitativas en la academia y la paleontología. La investigación de Giles ha sido publicada en revistas científicas líderes, incluyendo Nature, eLife, Current Biology, y Proceedings of the Royal Society B  y ha sido cubierta por numerosos medios de comunicación. Giles ha contribuido a nombrar numerosas especies nuevas de peces extintos, que se describen a continuación:
| Año  | Taxón                                   | Autores                                   |
| ---- | --------------------------------------- | ----------------------------------------- |
| 2018 | Pickeringius acanthophorus sp. nov.     | Choo, Lu, Giles, Trinajstic y Long        |
| 2018 | Scopulipiscis saxciput gen. et sp. nov. | Latimer y Giles                           |
| 2017 | Ptctolepis brachynotus gen. et sp. nov. | Lu, Giles, Friedman y Zhu                 |
| 2015 | Janusiscus schultzei gen. et sp. nov.   | Giles, Friedman y Brazeau                 |
| 2015 | Raynerius splendens gen. et sp. nov.    | Giles, Darras, Clément, Blieck y Friedman |

Ha escrito para HuffPost y ha dado varias conferencias de divulgación científica. En 2019, Giles recibió el Fondo Lyell de la Sociedad Geológica de Londres, que se otorga a los investigadores sobre la base de una investigación publicada sobresaliente. Es miembro del consejo de la Asociación Paleontológica y la Sociedad Paleontológica. Giles también es miembro de 500 Queer Scientists.